# Ice Age: Collision Course
Ice Age: Collision Course (conocida como La era de hielo: Choque de mundos  en Hispanoamérica y Ice Age: El gran cataclismo en España) es una película estadounidense de comedia y ciencia ficción animada por computadora de 2016 producida por Blue Sky Studios y distribuida por 20th Century Fox. Es la quinta y última entrega de la serie de películas Ice Age y la secuela de Ice Age: Continental Drift (2012). La película fue dirigida por Mike Thurmeier y Galen Tan Chu de un guion de Michael J. Wilson, Michael Berg y Yoni Brenner, y las estrellas Ray Romano, John Leguizamo, Denis Leary, Queen Latifah, Seann William Scott, Josh Peck, Jennifer Lopez y Simon Pegg retomando sus papeles de las películas anteriores junto a Jesse Tyler Ferguson, Adam DeVine, Nick Offerman, Max Greenfield, Stephanie Beatriz , Melissa Rauch, Michael Strahan, Jessie J y Neil deGrasse Tyson. En la película, después de que Scrat accidentalmente lanza varios meteoritos mortales a la Tierra durante un intento de enterrar su bellota, Manny, la Manada y Buck deben ir a una misión de vida o muerte para encontrar una manera de defenderse.
La película se estrenó en el Festival de Cine de Sídney el 12 de junio de 2016 y se estrenó en Estados Unidos el 15 de julio de 2016. Ice Age: Collision Course recibió críticas generalmente negativas de parte de los críticos, pero recaudó $ 408 millones en todo el mundo con un presupuesto de $ 105 millones de dólares convirtiéndose la película con menos expectativas en taquilla del mercado doméstico.

## Argumento
La película comienza con Scrat, que sigue buscando un lugar para su bellota, en eso cae por un agujero, dentro de una nave extraterrestre donde accidentalmente la enciende y va directo al espacio donde choca con todos los planetas formando el sistema solar. Tiempo después hace que choque con un asteroide gigante. Scrat empieza a dar una caminata espacial y entierra su bellota en el asteroide, pero lo parte por una gran grieta y hace que el gigantesco asteroide se dirija hacia la Tierra. 
Durante todo eso, Manny no está de acuerdo con que su hija Peaches ("Morita" en Hispanoamérica; "Melocotón" en España) se case con su novio, Julian. Diego no deja de pensar en tener hijos con Shira, y Sid está triste después de romper con su novia Francine cuando le iba a proponer matrimonio. Ellie sorprende a Manny con una fiesta para celebrar su aniversario, pero este parece olvidarlo. En ese momento, unos asteroides explotan como fuegos artificiales en la atmósfera, y Manny dice que es un regalo especial para Ellie. Pero después Sid y Diego ven que un asteroide se acerca hacia ellos, advierten a Manny (mientras él estaba teniendo una discusión con Peaches y Julian) y él le dice a todos que huyan, pero Ellie se niega a acabar con la fiesta. Justo en ese momento el meteorito choca contra la superficie detrás de una montaña, provocando una explosión, luego más meteoritos caen causando la destrucción, y la manada huye a través del caos y entran en una cueva. Mientras tanto, en el espacio, Scrat, logra agarrar su bellota y al ver a su preciado planeta, accidentalmente provoca que se aleje del planeta y activa la gravedad bajo cero impidiendo que pueda moverse, luego hace mover su bellota hacia él, y termina aplastándose.
En el mundo perdido de los dinosaurios, tres Dakotaraptores voladores, Gavin y sus hijos Roger y Gertie le roban a una madre Triceratops su huevo con la intención de cenarlo. Sin embargo, Buck, la comadreja que ayudó a Manny y a la manada a encontrar a Sid en la tercera película, estaba allí cerca dándose un baño y cantando Fígaro, entonces Gavin les dice a sus hijos que se retiren, y justo Buck lucha contra ellos para devolver el huevo. Más tarde descubre un antiguo monumento de piedra que lo lleva a la superficie, donde se encuentra con Manny y la manada. Buck explica a la manada que, de acuerdo con el monumento, cada 100 millones de años ocurre en la Tierra una limpieza cósmica, antes de los dinosaurios, existían los trilobites. Entonces, en la base de una cordillera de montañas, cayó un enorme asteroide. Luego de esa extinción, surgieron y evolucionaron los dinosaurios. Luego otro asteroide cayó y provocó su extinción, los siguientes son los mamíferos, y Buck les explica que para detener el asteroide deben ir a la zona de impacto, ya que los últimos 2 asteroides cayeron en el mismo lugar, y allí descubrirían que es lo que lo atrae. Entonces la manada pone rumbo hacia allá. Sin embargo, los tres Dakotaraptores voladores, después de haber escuchado su conversación, deciden raptar a Buck. Ya que Gavin presumía estar a salvo de los efectos, debido a que podían volar, no solo imaginan  que consiguen su venganza contra Buck, sino que también imaginan qué el asteroide extinguiera a todos los mamíferos, convirtiendo a la Tierra como su "Paraíso". Aunque Roger no estaba seguro de la idea de su padre, lo cuestiona pero inmediatamente le sigue el juego para no discutir, a pesar de que sabe que el plan era ridículo y que el asteroide podría matar a todos.
De nuevo en la nave, Scrat tiene un problema con un artefacto de cambiar materias, transformaciones y objetos con su bellota y pierde la bellota en el espacio al transportarse y tirarla en un inodoro de la nave. A medida que la manada se desplaza al lugar del impacto, Buck descubre que los asteroides son imanes anti-gravedad y por lo tanto el principal asteroide podría ser detenido si una gran cantidad de asteroides más pequeños deberá ser recopilada y lanzada al espacio con el fin de cambiar su trayectoria.
En el espacio, Scrat usa un arma magnética para poder atrapar su bellota, pero también atrapa la Luna y la arroja hacia la órbita de la Tierra. Allí mismo, cerca de un río, Buck intenta decirle al río que los dejen pasar. Al principio, Diego cree que no funcionaría, pero en ese instante la Luna pasa y su atracción gravitacional eleva el agua y los deja pasar. 
Devuelta en el espacio, Scrat sigue intentando atrapar su bellota con el rayo magnético, pero su bellota pasa junto a Júpiter, y Scrat falla el tiro terminando por absorber las tormentas de la Gran Mancha Roja, y la arroja hacia la Tierra donde está la manada. 
La electricidad estática de la tormenta provoca que a Manny, Sid y Diego se les ericen los pelos, en ese momento Gavin, Gertie y Roger los ven desde arriba y bajan en picada a atacarlos. Buck patea accidentalmente una roca espacial hacia otra, y la fricción entre las rocas provoca peligrosos rayos. Buck les advierte a todos que no hagan fricción, pero Crash y Eddie no lo saben. Y al tocarse los dedos provocan un enorme rayo que golpea a los Dakotaraptor voladores y los noquea. 
En el proceso, Peaches queda atrapada, pero ahí se le ocurre una idea, Manny y Ellie tratan también de ayudar, pero terminan cayendo a la celda eléctrica en la que estaba Peaches justo cuando ella sale, Diego utiliza la carga eléctrica contraria de Crash y Eddie para liberarlos y salir todos del bosque. Al salir, Buck parece oír los sonidos de un bebé y entra de nuevo en el bosque. Justo cuando la carga eléctrica acumulada en una roca espacial estalla, la manada cree que Buck está muerto y deciden seguir. Pero en ese momento Buck sigue vivo e ileso dentro de un tronco, y les muestra a todos que el bebé es una calabaza joven. 
Después, la manada descansa por la noche. En ese momento llega Roger, y toma supuestamente a Buck, llevándoselo a donde están Gavin y Gertie, pero al abrir las patas descubre que es la abuela de Sid. Al despertar, Abuelita ve a Gertie como un ángel, y cree que ya le llegó el momento de morir. Se acerca a Gertie, asustándola, y entonces Gavin manda a Roger a ayudarla, pero Abuelita termina sometiéndolo fácilmente. Entonces Gavin vuela hacia ella y la traga de un bocado, pero Abuelita sigue viva dentro de su estómago, y lo golpea, entonces Gertie hace que su padre vomite a Abuelita hacia el acantilado. Al caer, una liana la lanza devuelta hacia arriba, saluda a los "Dino-pájaros", asustándolos y Gavin se ve obligado a darle un golpe en la cara a Abuelita, haciéndola caer y alguien de allí abajo se la lleva. 
A la mañana siguiente, la manada llega a "Geotopía", una comunidad de animales que ha hecho su hogar dentro de uno de los asteroides que han caído hace mucho tiempo y Sid conoce a Brooke, una bella perezosa que se enamora de él. Sin embargo, Shangri Llama, el líder de Geotopia, se niega a cooperar con el plan de Buck para enviar los cristales de Geotopía al espacio con el fin de evitar el impacto entrante, ya que son la clave de la excepcional longevidad de los residentes. 
Sid destruye por accidente toda la ciudad cuando intenta quitar una de las piedras para dársela a Brooke, por lo que todos los Geotopianos se convierten en ancianos al igual que Crash y Eddie, incluyendo Brooke y Shangri Llama. Él, en lugar de aceptar las disculpas de Sid, se vuelve un cascarrabias por haber perdido su juventud eterna.
Brooke convence a los Geotopianos que la prevención de la caída del asteroide es más importante que su juventud perdida, ellos aceptan ayudar de colaborar junto a la manada con el plan de Buck, que es llenar con los cristales al cráter de un volcán de modo que la presión los lanze al espacio para desviar al asteroide gigante lejos de la Tierra. 
De vuelta en el espacio, Scrat tiene su bellota y se prepara para regresar a su planeta, pero tontamente choca con el asteroide gigante y hace que se acerque más. Buck ve que el asteroide esta más cerca, por lo que están 6 minutos atrasados, entonces Manny corre a ayudar a traer el último cristal, que está pasando sobre un puente de roca. 
Pero en ese momento aparece Gertie, la Dakotaraptor que destruye el puente haciendo caer el cristal, y vuela rugiendo y espantando a todos. Buck le apunta para dispararle, pero Roger lo agarra por orden de Gavin. Buck intenta explicarle a Gavin lo que pasaría si el asteroide chocará con el planeta, pero Gavin le responde a Buck que ellos sobrevivirían volando en el cielo, mientras los mamíferos huyen sin salida, pero tras ver cómo unos pájaros son aniquilados por los asteroides, Roger se da cuenta de que no iban a sobrevivir como Gavin pensaba. Gertie entra en pánico, mientras que Gavin le ordena a Roger matar a Buck, pero Roger le dice a su padre lo que había sentido por su familia, haciendo cambiar de opinión a Gavin. 
Entonces los Dino-pájaros junto a Buck cogen el cristal caído en el acantilado y lo llevan hacia el cráter volcánico. Sin embargo, antes de ponerlo dentro del volcán, un asteroide golpea a los 4 haciéndolos caer, mientras que el cristal gigante se cae en la ladera del volcán y se empieza a deslizar hacia abajo.
Manny y Julian tratan de volver a subirlo sin éxito, entonces Julian tiene la idea de dejarlo deslizarse para luego ser lanzado por una rampa de roca que hay detrás, al principio Manny no confia en el plan, pero entonces Julian le explica lo que siente por su hija Peaches y como quiere hacer su vida con ella, y entonces juntos tiran el cristal montaña abajo, donde está salta por los aires y cae en el borde del cráter. Al principio, parecía que no iba a funcionar, justo cuando el cristal finalmente cae tapando la última salida de gas. Juntos se felicitan y Manny le dice a Julian que se retractó de todo lo que le dijo de él. Julian, después de dar una pequeña risa, responde; "Espera, ¿¡Qué?!". 
En ese momento la presión acumulada en el volcán causa un terremoto, Manny y Julian comienza a correr ladera abajo. El inmenso asteroide irrumpe en la atmósfera terrestre y arde. La presión contenida en el volcán aumenta, pero de repente no pasa nada, Shira pregunta qué pasó y Diego dice que "Tal vez sea la calma antes de la tormenta". Abuelita ve que a su lado hay una fuga de gas, la cual tapa con su bastón, haciendo que el volcán explote violentamente lanzando una nube de ceniza y fragmentos de cristal a gran altura en la atmósfera.
Todos allí abajo miran angustiados la colosal roca extraterrestre acercándose, y empiezan a ver cómo los cristales del suelo se elevan, producto del magnetismo de los que están en el cielo, el asteroide gigante estaba muy cerca de impactar. Justo cuando el magnetismo de los cristales lanzados a las alturas por la erupción volcánica lo atraen lanzándolo devuelta al espacio. Manny, su familia y todos los demás celebran haber salvado al mundo. La manada entonces vuelve a casa después de que Sid se despidiera de Brooke y de su abuela, que decidió quedarse con lo Geotopianos. 
Luego de que los protagonistas se fueron, una pieza de los cristales cayó en el interior de una fuente termal, convirtiendo a los Geotopianos y a la abuela de Sid en jóvenes. Peaches y Julian celebran su boda, y una rejuvenecida Brooke aparece durante la ceremonia de reunirse con Sid, al cual le canta la canción "My Superstar" y todos terminan bailando en la fiesta. 
En el epílogo de la película, nos muestra de nuevo el espacio y es narrado con Neil deBuck Comadreja (una comadreja astronómica que se supone que vive en la mente de Buck y es una parodia al astrofísico Neil deGrasse Tyson), quien cuenta que, hace muchos años, había vida en Marte, hasta que Scrat choca con su nave espacial hacia Marte dándole al planeta una extinción eterna. Scrat huye como cobarde hacia su nave y escapa del planeta.
En una escena poscréditos, Scrat esta en su nave con su bellota y cuando intenta salir de una habitación, las puertas de la nave se cierran y Scrat vuelve a intentar salir. Para la consternación de Scrat, la puerta lo aplasta varias veces y cuando sale, la puerta lo vuelve a aplastar causando que suelte la bellota y varias puertas se cierren. Y eso obliga a Scrat a tener que pasar por todas las puertas que en repetidas ocasiones lo aplastan.

## Reparto
- Ray Romano como Manny.[8]
- John Leguizamo como Sid.[8]
- Denis Leary como Diego.[8]
- Chris Wedge como Scrat.[8]
- Queen Latifah como Ellie.[8]
- Seann William Scott como Crash.
- Josh Peck como Eddie.
- Keke Palmer como Peaches.[9]
- Wanda Sykes como Granny.
- Jennifer Lopez como Shira.[8]
- Simon Pegg como Buck.[10]
- Jesse Tyler Ferguson como Shangri Llama.[1]
- Jessie J como Brooke.[1][11]
- Nick Offerman como Gavin.[1]
- Max Greenfield como Roger.[1][12]
- Stephanie Beatriz como Gertie.[1]
- Michael Strahan como Teddy.[1][13]
- Carlos Ponce como Beaver Mariachi (Castor Mariachi en Latinoamérica).[1]
- Melissa Rauch como Francine.[1][14]
- Adam DeVine como Julian.[1][15]
- Neil deGrasse Tyson como Neil deBuck Weasel.[1]

Doblaje de Hispanoamérica
- Jesús Ochoa como Manny.
- Carlos Espejel como Sid.
- Sebastián Llapur como Diego.
- Angélica Vale como Ellie.
- José Antonio Macías como Crash.
- Moises Iván Mora como Eddie.
- Samantha Domínguez como Peaches ("Morita" en Hispanoamérica).
- Magda Giner como Abuelita.
- Dulce Guerrero como Shira.
- Oscar Flores como Buck.
- Daniel del Roble como Shangri Llama.
- Carla Castañeda como Brooke.
- Idzi Dutkiewicz como Gavin.
- Víctor Ugarte como Roger.
- Betzabé Jara como Gertie.
- Arturo Mercado Jr como Teddy.
- Mario Arvizu como Neil DeBuck Weasel (Neil DeBuck Comadreja en Latinoamérica)
- Germán Garmendia como Julián.

## Producción
El concepto de Collision Course estaba profundamente arraigado en una escena de la primera película de Ice Age donde Manny y sus amigos caminan a través de una cueva de hielo y descubren una nave espacial encerrada en hielo, un elemento que inspiró esta película en la serie. Al igual que con la tercera película, que también se inspiró en la escena de la cueva de hielo en la que The Herd se encuentra con un dinosaurio incrustado en el hielo, el equipo regresó a la primera película para buscar una posible inspiración para esta próxima entrega. Los personajes fueron dibujados a mano en un software de animación, completo con clips en color y animados de los personajes haciendo acciones específicas. Luego fueron enviados a ser esculpidos a mano con arcilla, y finalmente se escanearon en el software CGI y se animaron alrededor del modelo.
La secuencia "Aria de Figaro" que involucró a Buck salvando un huevo de un trío de dromaeosaurs demostró ser una de las secuencias más desafiantes para los animadores de Blue Sky Studios, ya que involucró un disparó continuo e ininterrumpido que duró aproximadamente dos minutos. Fue una de las primeras escenas en producción, pero también una de las últimas en salir de la producción debido a su estructura complicada y que requiere mucho tiempo, ya que el equipo solo podría producir tres o cuatro segundos de imágenes a la semana.
La sesión de grabación tuvo lugar en Los Ángeles, California, ya que la mayoría de los actores viven allí mientras que el estudio tiene su sede en la ciudad de Nueva York. El director Mike Thurmeier y el codirector Galen T. Chu se turnarían para viajar a L.A. para dirigir las sesiones de grabación. En la película, Simon Pegg cantó una versión de "Figaro". A Jesse Tyler Ferguson se le ofreció el papel después de que los productores vieron su actuación en Modern Family. Es su primera vez trabajando en una película animada. Ferguson dejó escapar su voz el primer día de la sesión de grabación porque gritó mucho. Luego se tomó unos días de descanso y regresó más tarde para terminar su parte. Admitió que tuvo problemas la primera vez que escuchó su voz salir de la boca de su personaje. Como resultado, decidió dejar de ver entrevistas de sí mismo en la televisión porque consideraba que eran "demasiado extrañas".
Un cartel promocional, que se mostró en junio de 2015, en la Licensing Expo, reveló el título completo de la película: Ice Age: Collision Course.

## Banda sonora
La banda sonora original de la película fue compuesta por John Debney, quien reemplazó a John Powell de las tres películas anteriores debido a que Powell estaba ocupado con otros proyectos. Sin embargo, se incluyó la mayor parte de la partitura de Powell de la tercera película, junto con la puntuación de David Newman de la primera película.

### Lista de canciones
| N.º | Título                                                    | Duración |  |
| 1.  | «Ice Age: Collision Course Main Title»                    | 0:15     |  |
| 2.  | «Cosmic Scrat-tastrophe»                                  | 2:42     |  |
| 3.  | «Earthbound Acorn»                                        | 0:41     |  |
| 4.  | «Family Bonding»                                          | 3:14     |  |
| 5.  | «Clingy Sid»                                              | 0:41     |  |
| 6.  | «Women»                                                   | 1:13     |  |
| 7.  | «Extreme Gravity»                                         | 1:22     |  |
| 8.  | «Did You Forget?»                                         | 1:34     |  |
| 9.  | «Peaches and Juilan»                                      | 0:59     |  |
| 10. | «Meteor Shower»                                           | 2:43     |  |
| 11. | «Ancient Temple»                                          | 1:37     |  |
| 12. | «The Tablet»                                              | 2:36     |  |
| 13. | «Dino Bird Plan»                                          | 1:51     |  |
| 14. | «Magnets»                                                 | 1:33     |  |
| 15. | «Electrical Storm»                                        | 2:54     |  |
| 16. | «Parenting»                                               | 1:39     |  |
| 17. | «The Herd Rests»                                          | 1:06     |  |
| 18. | «Kidnapping»                                              | 2:03     |  |
| 19. | «Crash Site»                                              | 1:44     |  |
| 20. | «Geotopia»                                                | 2:18     |  |
| 21. | «The Shangri-llama»                                       | 2:56     |  |
| 22. | «A Good Life»                                             | 1:26     |  |
| 23. | «Proposal»                                                | 1:46     |  |
| 24. | «Sealing The Volcano»                                     | 2:55     |  |
| 25. | «Dino Birds Join The Mission»                             | 3:15     |  |
| 26. | «Julian's Moment»                                         | 3:31     |  |
| 27. | «We Did It»                                               | 2:25     |  |
| 28. | «Wedding Preparations»                                    | 2:51     |  |
| 29. | «Mars»                                                    | 1:00     |  |
| 30. | «Ice Age: Collision Course End Credits (Soundtrack Edit)» | 0:51     |  |
| 31. | «Dream Weaver» (Performed by Trent Harmon)                | 3:49     |  |

## Lanzamiento
Inicialmente, la película estaba programada para estrenarse el 15 de julio de 2016. Sin embargo, el lanzamiento se retrasó hasta el 22 de julio, para evitar la competencia con el reinicio de los Cazafantasmas que también estaba programado para el 15 de julio. El 6 de noviembre de 2015 se adjuntó a la proyección teatral de The Peanuts Movie, de Blue Sky Studios, un adelanto de la película en forma de un cortometraje llamado Cosmic Scrat-tastrophe. El póster teaser de la película se reveló el 6 de noviembre de 2015 con las palabras "Bring Scrat Home", que hablaba sobre The Martian. El tráiler fue lanzado más tarde el 10 de noviembre de 2015, en la página oficial de YouTube de 20th Century Fox.

### Formato casero
Ice Age: Collision Course fue lanzado por 20th Century Fox Home Entertainment en DVD, Blu-ray, Blu-ray 3D, 4K Blu-ray y descarga digital el 11 de octubre de 2016. Las características especiales incluyen un nuevo cortometraje titulado Scrat: Spaced Out, que se compone principalmente de las escenas de Scrat de la película, con algunas escenas únicas al final. En 2020, se lanzó en la plataforma Disney+.

### Cosmic Scrat-tastrophe
Cosmic Scrat-tastrophe es un cortometraje de cinco minutos, con la mayoría de sus tomas, menos la escena final, tomada desde el comienzo de Ice Age: Collision Course. Dirigido por Michael Thurmeier y Galen Chu, el corto se estrenó el 6 de noviembre de 2015, junto con la película The Peanuts Movie. En el corto, Scrat, tratando de enterrar su bellota, activa accidentalmente una nave alienígena abandonada que lo lleva al espacio, donde, sin saberlo, envía varios asteroides en camino a una colisión con la Tierra.

### Scrat: Spaced Out
Scrat: Spaced Out es un cortometraje de 15 minutos que recopila todas las escenas de Scrat de Ice Age: Collision Course con algunas escenas únicas al final. El corto fue incluido en los lanzamientos en formato casero.

## Recepción

### Taquilla
Ice Age: Collision Course recaudó $64 millones de dólares en Norteamérica y $ 344 millones en otros territorios por un total mundial de $408 millones, frente a un presupuesto de $ 105 millones. En términos de ganancias totales, sus mercados más grandes fuera de América del Norte fueron China ($ 66 millones), Francia ($ 26.3 millones), Brasil ($ 25 millones), Alemania ($ 24.7 millones) y México. ($ 22.2 millones).
En los Estados Unidos y Canadá, Ice Age: Collision Course se estrenó el 22 de julio de 2016, junto con Star Trek Beyond y Lights Out, y se proyectó que recaudaría entre 30 y 35 millones de dólares de 3,997 cines en su primer fin de semana. Ganó $ 850,000 de las previsualizaciones del jueves por la noche y $ 7.8 millones en su primer día. Tuvo un debut de $ 21 millones de dólares en su primer fin de semana, terminando cuarto en la taquilla. La película terminó su carrera teatral con un bruto interno de $ 64 millones y terminó siendo un Fracaso de taquilla en EE. UU. Producida con un presupuesto de $ 105 millones, la película se convirtió en la película menos taquillera de la franquicia, así como la película menos taquillera de Blue Sky.
La película comenzó su carrera teatral internacional dos semanas antes de su lanzamiento en Norteamérica, ganando $ 18 millones en siete mercados en aproximadamente 5,286 pantallas. En su segundo fin de semana, agregó $ 32.2 millones de 25 países. Como resultado, solo superó la taquilla internacional para una película no china, pero también ayudó a Fox a superar la marca de $ 2 mil millones a nivel internacional, haciendo de este el octavo año consecutivo que Fox superó este hito, y la décima vez en la historia del estudio. La película quedó en tercer lugar en general, detrás de las dos películas chinas Cold War 2 y Big Fish & Begonia. Para su tercer fin de semana, luego de recaudar otros $ 53.5 millones de 15,132 pantallas en un total de 51 mercados, finalmente llegó a la cima de la taquilla internacional y se convirtió en la mayor recaudadora de fondos ese fin de semana.

### Crítica
En el sitio web recopilador de reseñas Rotten Tomatoes, la película tiene una calificación del 18% basada en 121 críticas y una calificación promedio de 4.1 / 10. El consenso crítico del sitio dice: "Poco original y sin gracia, Ice Age: Collision Course ofrece una prueba más de que ni siquiera los recibos más saludables de la taquilla pueden evitar que una franquicia se incline hacia la extinción creativa". Rotten Tomatoes también clasifica a Collision Course como la peor de las cinco películas de la franquicia Ice Age. En Metacritic, la película tiene una puntuación de 34 sobre 100 basada en 27 críticos, que indican "críticas generalmente desfavorables". Las audiencias encuestadas por CinemaScore dieron a la película una calificación promedio de "B +" en una escala de A + a F. Mientras que en IMDb, los usuarios le han dado una puntuación de 5.7/10 basada en más de 48 424 votos.
Katie Walsh, de Los Angeles Times, escribió: "Collision Course es simplemente una entrada superficial y diluida en la serie que parece que debería haber sido lanzada en un video casero". Peter Travers de Rolling Stone le dio a la película una de cuatro estrellas, diciendo: "La quinta entrada en la serie Ice Age es un robo de dinero ruidoso, perezoso y carente de risa que explota cínicamente a su público objetivo (yo uso el término con prudencia) sirviéndoles las sobras y llamándolas ricas". Owen Gleiberman, de Variety, escribió: "La serie de larga duración vuelve a formarse con una comedia infecciosa de chatterbox sobre el fin del mundo como la conocemos".

## Secuela cancelada
Sobre la posibilidad de una secuela, en junio de 2016, Galen T. Chu, codirector de la película, declaró que había algunas ideas para la sexta entrega. En julio de 2016, Bustle observó que el potencial de que Ice Age 6 se estuviera produciendo era relativamente alto, aunque podía depender en gran medida del rendimiento de taquilla de la quinta película. PopWrapped comentó sobre el tema de una secuela en febrero de 2017; destacó la mala recepción de la quinta película y cómo la franquicia se estaba volviendo más absurda y más lejos de dejar un impacto emocional duradero en la audiencia, y sugirió que la sexta película podría "redimir" a la franquicia regresando a sus raíces y reintroduciendo a los humanos de la película original, en particular al pequeño bebé llamado Roshan, y de ese modo llevar a la audiencia a recordar por qué amaban tanto a Ice Age en primer lugar, y tal vez terminar la serie en una nota alta.
En 2019 fue confirmada una sexta entrega prevista a estrenarse el 15 de julio de 2022, Sin embargo fue cancelada debido al cierre de Blue Sky Studios Debido a problemas económicos relacionados con la Pandemia COVID-19 En abril de 2021. Finalmente fue estrenada en su lugar el spin-off "Las aventuras de Buck" en 2022.
El 8 de noviembre de 2024 Disney confirmó la sexta entrega de la franquicia con todo el reparto original de regreso y se tiene previsto se estrene en algún punto de 2026